# Georges Martin (entraîneur)
Pour les articles homonymes, voir Georges Martin et Martin.
Georges Martin est un entraîneur de saut à la perche qui prône la technique dite « à la française ».
Il est considéré par beaucoup comme un des meilleurs entraîneurs de saut à la perche au monde.
Il a en particulier entrainé Pierre Quinon (champion Olympique aux Jeux de Los Angeles en 1984), Thierry Vigneron (troisième à ces mêmes JO de Los Angeles) et Renaud Lavillenie (champion Olympique aux Jeux de 2012).
Il entraîne actuellement[Quand ?] un groupe à Bordeaux nommé Objectif Perche Atlantique, composé notamment de Romain Mesnil et de Damiel Dossevi.